# Ланг, Йозеф Адольф

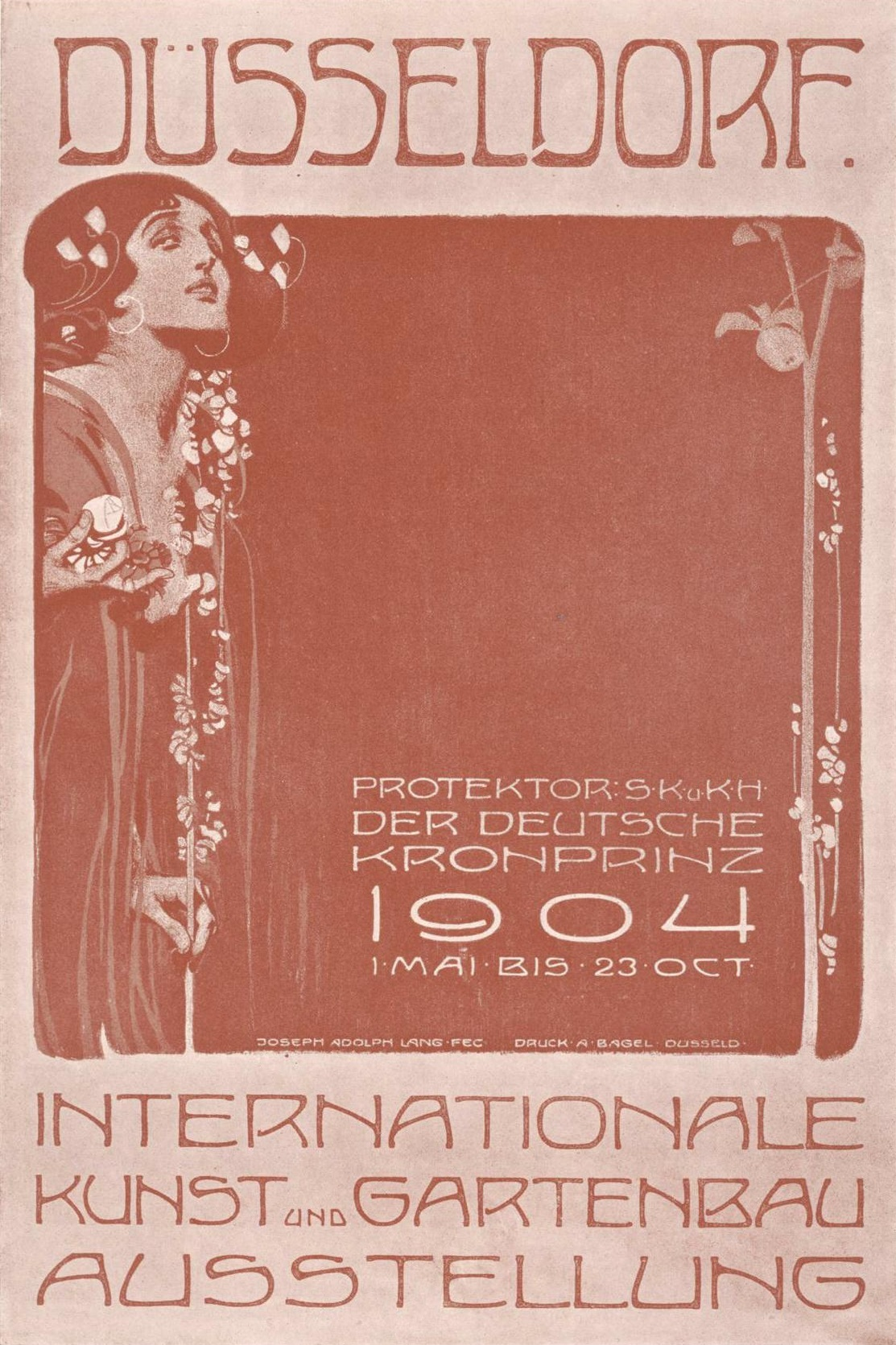
Плакат работы Йозефа Ланга

Йозеф Адольф Ланг (нем. Josef Adolf Lang) (18 декабря 1873 Вена — 3 ноября 1936 там же) — австрийский художник-портретист, декоратор и мастер гравюры (литографии).

## Творческая биография
В начале XX века, после окончания учёбы в Академии изобразительных искусств Вены, Йозеф Ланг жил и работал в Дюссельдорфе. Здесь он разрабатывал плакаты: в 1902 году для выставки Союза дюссельдорфских художников (Verein der Düsseldorfer Künstler), в 1903 году для дюссельдорфской Международной художественной выставки и выставки садоводства 1904 года.
С 1906 по 1914 год он был членом дюссельдорфского союза художников "Малькастен" (Malkasten). C 1911 года под руководством Гуго фон Габерман, совершенствовался в Королевской академии изобразительных искусств Мюнхена.
Йозеф Ланг являлся автором настенных росписей универсального магазина (Warenhaus Tietz (Schadowstraße 43–45)) Леонарда Тица (Leonhard Tietz) в Дюссельдорфе (1907-1909) (в 1943 году во время бомбардировки магазин был разрушен). За декоративную композицию "Эсхил и Аристофан" выполненную в фойе Дюссельдорфского театра (Stadttheater Düsseldorf)  художник был удостоен специальной премии.